# 伊芸サービスエリア

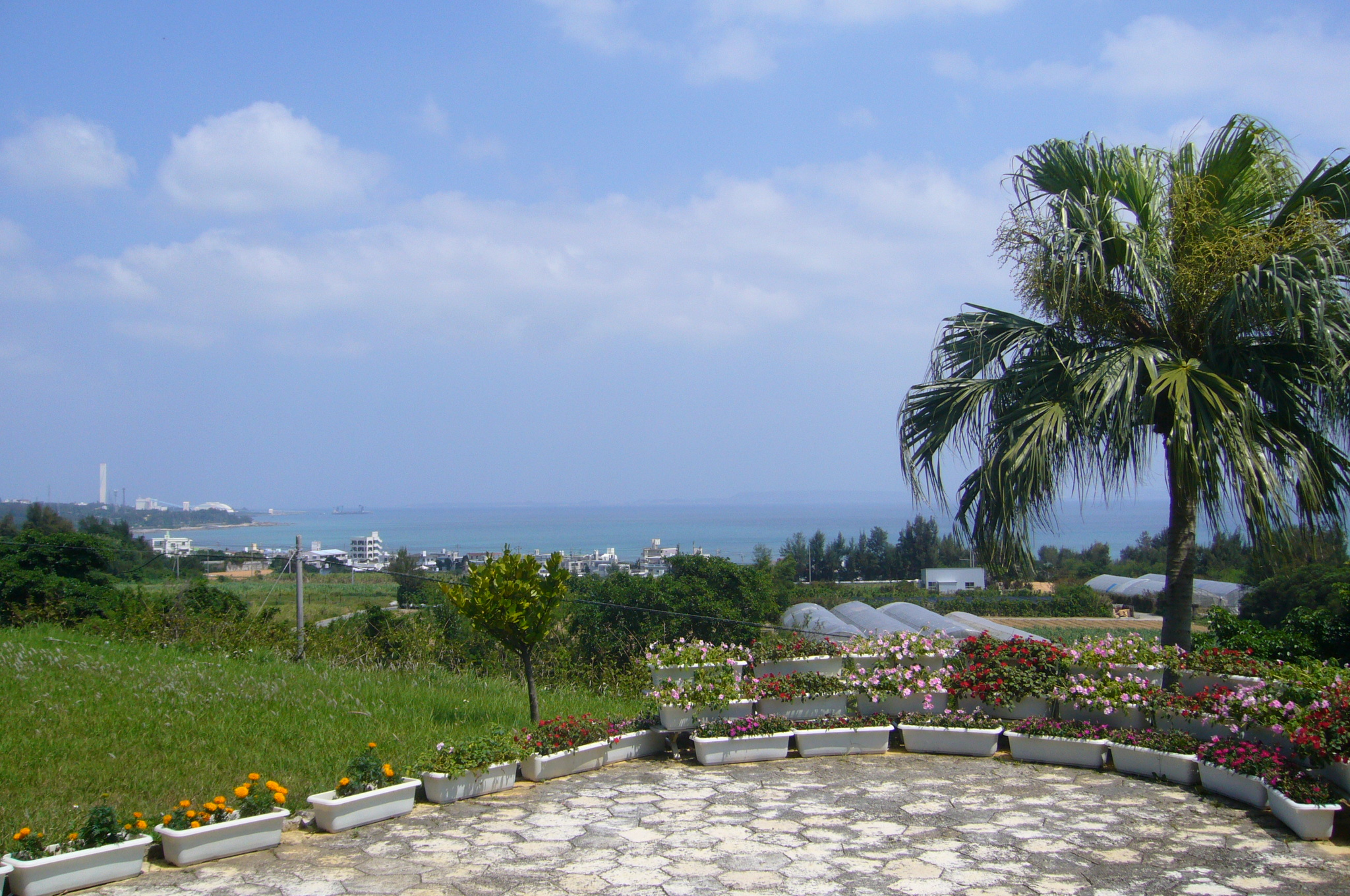
伊芸サービスエリア展望場所より

伊芸サービスエリア（いげいサービスエリア）は、沖縄県国頭郡金武町にある沖縄自動車道唯一のサービスエリア。また日本最西端および最南端のサービスエリアでもある。

## 施設
やんばる急行バスは当地で休憩停車を行う（乗降不可）。

### 上り（那覇方面）
- 駐車場[2]
  - 大型：14台
  - 小型：84台
  - 兼用：8台
  - 二輪：4台
  - 身障者用
    - 小型：3台
- トイレ[2]
  - 男性：大3・小10
  - 女性：13
  - 身障者用：1
- レストラン（9:00 - 21:00）[2]
- ショッピングコーナー（9:00 - 21:00）[2]
- 自動販売機
- EV急速充電スタンド（24時間）[2]
- 公衆無線LANサービス[2]
  - ソフトバンクWi-Fiスポット
  - W-NEXCO Free Wi-Fi
- 自動体外式除細動器（AED）[2]
- ウェルカムゲート（一般道からの駐車場、9:00 - 21:00）[2]
- ハイウェイスタンプ（24時間）[2]
- 車椅子貸し出し（9:00 - 21:00）[2]

### 下り（許田方面）
- 駐車場[3]
  - 大型：0台
  - 小型：96台
  - 兼用：19台
  - 二輪：4台
  - 身障者用
    - 小型：3台
- トイレ[3]
  - 男性：大3・小10
  - 女性：13
  - 身障者用：1
- レストラン（8:00 - 20:00）[3][4]
- ショッピング（8:00 - 20:00）[3][4]
- 自動販売機
- EV急速充電スタンド（24時間）[3]
- 無線LANサービス[3]
  - ソフトバンクWi-Fi
  - W-NEXCO Free Wi-Fi
- 自動体外式除細動器（AED）[3]
- ハイウェイスタンプ（24時間）[3]
- 車椅子貸し出し（9:00 - 21:00）[3]

上下線ともに、ガソリンスタンド（上下線共にENEOS）(上り線 (株)りゅうせきエネルギー、下り線 沖縄道路サービス(株))は2009年3月31日をもって廃止された。

## 隣
E58 沖縄自動車道
(7) 屋嘉IC - 伊芸SA - (8) 金武IC